# Marvin Andrews
Marvin Andrews   (San Juan, 22 de desembre de 1975) és un exfutbolista de Trinitat i Tobago de la dècada de 2000.
Fou 101 cops internacional amb la selecció de Trinitat i Tobago.
Pel que fa a clubs, destacà a Livingston, Rangers, Clyde.